# Alberto Vinale
Alberto Vinale (San Donà di Piave, 5 giugno 1978) è un ex ciclista su strada e ciclocrossista italiano.

## Biografia
Nato nel 1978 a San Donà di Piave, in provincia di Venezia, è passato professionista nel 2000, a 22 anni, con l'Alessio.
Ha preso parte a tre edizioni consecutive della Vuelta a España, arrivando 127º nel 2001, 128º nel 2002 e 151º nel 2003. Nell'ultimo anno, il 2003, ha partecipato anche al Giro delle Fiandre e alla Parigi-Roubaix, non portandole a termine. Ha terminato la carriera a 25 anni.
Ha ottenuto il suo unico successo in carriera nel 2002, vincendo il Grand Prix de Denain.

## Palmarès
- 1996 (dilettanti)

Medaglia d'Oro Emilio Mazzero Ferramenta
Trofeo Fiaschi Alfredo
- 2002 (Alessio, 1 vittoria)

Grand Prix de Denain

## Piazzamenti

### Ciclismo

#### Grandi Giri
- Vuelta a España

2001: 127º
2002: 128º
2003: 151º

#### Classiche monumento
- Giro delle Fiandre

2003: ritirato
- Parigi-Roubaix

2003: ritirato

### Ciclocross

#### Competizioni mondiali
- Campionati del mondo

Eschenbach 1995 - Junior: 55º
Montreuil 1996 - Junior: 39º